# Lista över fornlämningar i Enköpings kommun (Svinnegarn)
Lista över fornlämningar i Enköpings kommun (Svinnegarn) är en förteckning av ett urval av de fornlämningar som finns i Svinnegarn i Enköpings kommun.
| Namn                         | Lämningstyp                      | Tillkomsttid | Historisk indelning | Plats | Läge                 | ID-nr          | Bild                                      |
| ---------------------------- | -------------------------------- | ------------ | ------------------- | ----- | -------------------- | -------------- | ----------------------------------------- |
| Svinnegarn 1:1               | Gravfält                         |              | Svinnegarn, Uppland |       | 59.584218, 16.993151 | 10027100010001 | Ladda upp en bild av detta fornminne      |
| Haralds hög (Svinnegarn 2:1) | Hög                              |              | Svinnegarn, Uppland |       | 59.585197, 16.984703 | 10027100020001 | Ladda upp en bild av detta fornminne      |
| Svinnegarn 3:1               | Gravfält                         |              | Svinnegarn, Uppland |       | 59.586567, 16.985029 | 10027100030001 | Ladda upp en bild av detta fornminne      |
| Svinnegarn 4:1               | Stensättning                     |              | Svinnegarn, Uppland |       | 59.585283, 16.976673 | 10027100040001 | Ladda upp en bild av detta fornminne      |
| Svinnegarn 5:2               | Husgrund, förhistorisk/medeltida |              | Svinnegarn, Uppland |       | 59.584266, 16.997756 | 10027100050002 | Ladda upp en bild av detta fornminne      |
| Svinnegarn 5:3               | Husgrund, förhistorisk/medeltida |              | Svinnegarn, Uppland |       | 59.584357, 16.997267 | 10027100050003 | Ladda upp en bild av detta fornminne      |
| Svinnegarn 6:1               | Hällristning                     |              | Svinnegarn, Uppland |       | 59.584172, 16.997757 | 10027100060001 | Ladda upp en bild av detta fornminne      |
| Svinnegarn 7:4               | Runristning                      |              | Svinnegarn, Uppland |       | 59.588203, 17.000711 | 10027100070004 | Ladda upp en till bild av detta fornminne |
| Svinnegarn 8:1               | Stensättning                     |              | Svinnegarn, Uppland |       | 59.591129, 17.000563 | 10027100080001 | Ladda upp en bild av detta fornminne      |
| Svinnegarn 9:1               | Husgrund, historisk tid          |              | Svinnegarn, Uppland |       | 59.589145, 17.001400 | 10027100090001 | Ladda upp en bild av detta fornminne      |
| Svinnegarn 11:1              | Hällristning                     |              | Svinnegarn, Uppland |       | 59.581761, 16.982792 | 10027100110001 | Ladda upp en bild av detta fornminne      |
| Svinnegarn 12:1              | Hög                              |              | Svinnegarn, Uppland |       | 59.579362, 16.983744 | 10027100120001 | Ladda upp en bild av detta fornminne      |
| Svinnegarn 13:1              | Röse                             |              | Svinnegarn, Uppland |       | 59.578214, 16.996417 | 10027100130001 | Ladda upp en bild av detta fornminne      |
| Svinnegarn 13:2              | Stensättning                     |              | Svinnegarn, Uppland |       | 59.577987, 16.996725 | 10027100130002 | Ladda upp en bild av detta fornminne      |
| Svinnegarn 15:1              | Stensättning                     |              | Svinnegarn, Uppland |       | 59.576459, 16.980570 | 10027100150001 | Ladda upp en bild av detta fornminne      |
| Svinnegarn 15:2              | Stensättning                     |              | Svinnegarn, Uppland |       | 59.576440, 16.980275 | 10027100150002 | Ladda upp en bild av detta fornminne      |
| Svinnegarn 16:1              | Stensättning                     |              | Svinnegarn, Uppland |       | 59.576721, 16.980847 | 10027100160001 | Ladda upp en bild av detta fornminne      |
| Svinnegarn 19:1              | Gravfält                         |              | Svinnegarn, Uppland |       | 59.605938, 17.030813 | 10027100190001 | Ladda upp en bild av detta fornminne      |
| Svinnegarn 21:1              | Gravfält                         |              | Svinnegarn, Uppland |       | 59.604458, 17.028991 | 10027100210001 | Ladda upp en bild av detta fornminne      |
| Svinnegarn 22:1              | Gravfält                         |              | Svinnegarn, Uppland |       | 59.598634, 17.042975 | 10027100220001 | Ladda upp en bild av detta fornminne      |
| Svinnegarn 24:1              | Hög                              |              | Svinnegarn, Uppland |       | 59.597646, 17.042975 | 10027100240001 | Ladda upp en bild av detta fornminne      |
| Svinnegarn 24:2              | Stensättning                     |              | Svinnegarn, Uppland |       | 59.597799, 17.042970 | 10027100240002 | Ladda upp en bild av detta fornminne      |
| Svinnegarn 24:3              | Stensättning                     |              | Svinnegarn, Uppland |       | 59.597555, 17.042742 | 10027100240003 | Ladda upp en bild av detta fornminne      |
| Svinnegarn 25:1              | Gravfält                         |              | Svinnegarn, Uppland |       | 59.601776, 17.030330 | 10027100250001 | Ladda upp en bild av detta fornminne      |
| Svinnegarn 27:1              | Stensättning                     |              | Svinnegarn, Uppland |       | 59.603252, 17.028327 | 10027100270001 | Ladda upp en bild av detta fornminne      |
| Svinnegarn 28:1              | Stensättning                     |              | Svinnegarn, Uppland |       | 59.603730, 17.037737 | 10027100280001 | Ladda upp en bild av detta fornminne      |
| Svinnegarn 28:2              | Stensättning                     |              | Svinnegarn, Uppland |       | 59.603888, 17.037441 | 10027100280002 | Ladda upp en bild av detta fornminne      |
| Svinnegarn 29:1              | Gravfält                         |              | Svinnegarn, Uppland |       | 59.596902, 17.046090 | 10027100290001 | Ladda upp en bild av detta fornminne      |
| Svinnegarn 30:1              | Gravfält                         |              | Svinnegarn, Uppland |       | 59.579337, 17.002516 | 10027100300001 | Ladda upp en bild av detta fornminne      |
| Svinnegarn 31:1              | Gravfält                         |              | Svinnegarn, Uppland |       | 59.576529, 17.000987 | 10027100310001 | Ladda upp en bild av detta fornminne      |
| Svinnegarn 32:1              | Stensättning                     |              | Svinnegarn, Uppland |       | 59.580476, 17.003957 | 10027100320001 | Ladda upp en bild av detta fornminne      |
| Svinnegarn 32:2              | Stensättning                     |              | Svinnegarn, Uppland |       | 59.580344, 17.004311 | 10027100320002 | Ladda upp en bild av detta fornminne      |
| Svinnegarn 33:1              | Stensättning                     |              | Svinnegarn, Uppland |       | 59.573035, 17.010914 | 10027100330001 | Ladda upp en bild av detta fornminne      |
| Svinnegarn 34:1              | Gravfält                         |              | Svinnegarn, Uppland |       | 59.571978, 17.004300 | 10027100340001 | Ladda upp en bild av detta fornminne      |
| Svinnegarn 35:1              | Stensättning                     |              | Svinnegarn, Uppland |       | 59.570815, 17.005228 | 10027100350001 | Ladda upp en bild av detta fornminne      |
| Svinnegarn 35:2              | Hällristning                     |              | Svinnegarn, Uppland |       | 59.571184, 17.005369 | 10027100350002 | Ladda upp en bild av detta fornminne      |
| Svinnegarn 35:3              | Hällristning                     |              | Svinnegarn, Uppland |       | 59.570475, 17.004952 | 10027100350003 | Ladda upp en bild av detta fornminne      |
| Svinnegarn 35:4              | Hällristning                     |              | Svinnegarn, Uppland |       | 59.570399, 17.004769 | 10027100350004 | Ladda upp en bild av detta fornminne      |
| Svinnegarn 35:5              | Stensättning                     |              | Svinnegarn, Uppland |       | 59.570393, 17.003940 | 10027100350005 | Ladda upp en bild av detta fornminne      |
| Svinnegarn 36:2              | Stensättning                     |              | Svinnegarn, Uppland |       | 59.569091, 17.002844 | 10027100360002 | Ladda upp en bild av detta fornminne      |
| Svinnegarn 37:1              | Stensättning                     |              | Svinnegarn, Uppland |       | 59.569425, 17.006519 | 10027100370001 | Ladda upp en bild av detta fornminne      |
| Svinnegarn 37:2              | Stensättning                     |              | Svinnegarn, Uppland |       | 59.569532, 17.006398 | 10027100370002 | Ladda upp en bild av detta fornminne      |
| Svinnegarn 38:1              | Stensättning                     |              | Svinnegarn, Uppland |       | 59.571559, 17.006162 | 10027100380001 | Ladda upp en bild av detta fornminne      |
| Svinnegarn 38:2              | Stensättning                     |              | Svinnegarn, Uppland |       | 59.571741, 17.006093 | 10027100380002 | Ladda upp en bild av detta fornminne      |
| Svinnegarn 38:3              | Stensättning                     |              | Svinnegarn, Uppland |       | 59.571722, 17.006390 | 10027100380003 | Ladda upp en bild av detta fornminne      |
| Svinnegarn 39:1              | Stensättning                     |              | Svinnegarn, Uppland |       | 59.575892, 17.019543 | 10027100390001 | Ladda upp en bild av detta fornminne      |
| Svinnegarn 39:2              | Stensättning                     |              | Svinnegarn, Uppland |       | 59.576037, 17.019551 | 10027100390002 | Ladda upp en bild av detta fornminne      |
| Svinnegarn 44:1              | Gravfält                         |              | Svinnegarn, Uppland |       | 59.598597, 17.050324 | 10027100440001 | Ladda upp en bild av detta fornminne      |
| Svinnegarn 45:1              | Hällristning                     |              | Svinnegarn, Uppland |       | 59.593647, 17.016465 | 10027100450001 | Ladda upp en bild av detta fornminne      |
| Svinnegarn 47:1              | Stensättning                     |              | Svinnegarn, Uppland |       | 59.577508, 16.997648 | 10027100470001 | Ladda upp en bild av detta fornminne      |
| Svinnegarn 47:2              | Stensättning                     |              | Svinnegarn, Uppland |       | 59.577535, 16.997412 | 10027100470002 | Ladda upp en bild av detta fornminne      |
| Svinnegarn 48:1              | Gravfält                         |              | Svinnegarn, Uppland |       | 59.580219, 16.998678 | 10027100480001 | Ladda upp en bild av detta fornminne      |
| Svinnegarn 49:1              | Stensättning                     |              | Svinnegarn, Uppland |       | 59.606569, 17.032200 | 10027100490001 | Ladda upp en bild av detta fornminne      |
| Svinnegarn 49:2              | Stensättning                     |              | Svinnegarn, Uppland |       | 59.606424, 17.032304 | 10027100490002 | Ladda upp en bild av detta fornminne      |
| Svinnegarn 51:1              | Stensättning                     |              | Svinnegarn, Uppland |       | 59.602763, 17.037670 | 10027100510001 | Ladda upp en bild av detta fornminne      |
| Svinnegarn 51:2              | Stensättning                     |              | Svinnegarn, Uppland |       | 59.602725, 17.038313 | 10027100510002 | Ladda upp en bild av detta fornminne      |
| Marieborg (Svinnegarn 54:1)  | Borg                             |              | Svinnegarn, Uppland |       | 59.601284, 17.060986 | 10027100540001 | Ladda upp en bild av detta fornminne      |
| Svinnegarn 63                | Stensättning                     |              | Svinnegarn, Uppland |       | 59.579465, 17.004455 | 12000000113608 | Ladda upp en bild av detta fornminne      |
| Vårfrukyrka 564:1            | Röse                             |              | Svinnegarn, Uppland |       | 59.580112, 17.075194 | 10029205640001 | Ladda upp en bild av detta fornminne      |